# Christian Gyldenløve

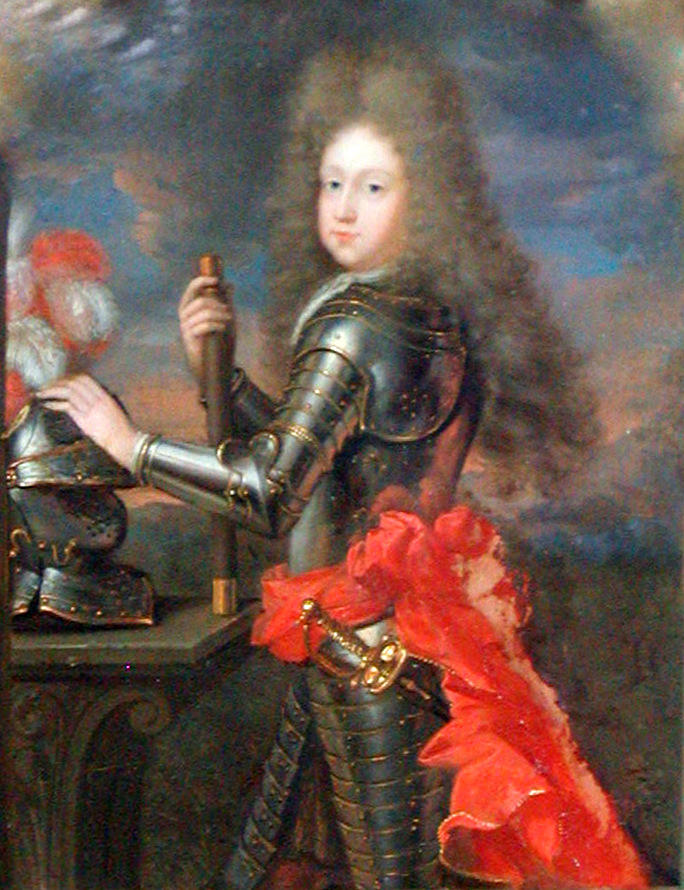
Christian Gyldenløve

Christian Gyldenløve (* 28. Februar 1674 in Kopenhagen; † 16. Juli 1703 in Odense) war der uneheliche Sohn des dänischen Königs Christian V. und seiner Geliebten Sophie Amalie Moth. Er war Graf von Samsøe, Feldmarschall, Oberkammerherr, Generalpostmeister und Stifts- und Oberamtmann zu Bergen.

## Abstammung
König Christian V. (1646–1699) hatte mit seiner Mätresse Sophie Amalie Moth (1654–1719), auf die er schon als 22-Jähriger aufmerksam geworden war, fünf außereheliche Kinder, die er alle 1679 öffentlich anerkannte und unter dem Namen Gyldenløve in den Grafenstand erhob. Sophie Amalie war die jüngste Tochter des königlichen Leibarztes Paul Moth (1600–1670) und dessen Frau Ida Dorothea Bureneus (1624–1689). Nach dem Tod des Königs lebte sie zurückgezogen auf ihrem Gut Jomfruens Egede in der Øster Egede Sogn auf Seeland, das sie bereits 1674 gekauft hatte. Sie starb dort 1719.

## Lebenslauf
Christian Gyldenløve wurde von Gouvernanten und im Hause seines Onkels, des norwegischen Statthalters Ulrich Friedrich Gyldenløve erzogen. Bereits als Vierjähriger bekleidete er seit 1678 formell das Amt des Stifts- und Oberamtmannes zu Bergen. Sein Vorgänger war von 1669 bis 1679 der königliche Rat und norwegische Vizekanzler Johann Friedrich von Marschalck. Christian Gyldenløve war jedoch nur zwei Mal, nämlich 1695 und 1696, selbst vor Ort. Die eigentliche Verwaltung übten für ihn bevollmächtigte Beamte aus. Nach dem Tode seines Vaters 1699 trat der frühere Stiftsamtmann von Christiansand und Christiana Christian Stockfleth an seine Stelle. 1685 wurde dem damals Elfjährigen in Abwesenheit die Verwaltung des dänischen Postwesens übertragen, dies geschah nur der Einkünfte wegen. Sein Vorgänger Paul von Klingenberg erhielt für seinen Amtsverzicht eine Entschädigungssumme von 12.000 Reichstalern. 1688 löste ihn sein Onkel Mathias Moth als Generalpostmeister ab.  

In Frankreich absolvierte Christian Gyldenløve eine militärische Ausbildung und wurde dort 1691 von König Ludwig XIV. empfangen. Vor seiner Abberufung 1694 nahm er an der Seite der Franzosen an der Schlacht bei Stenkerke und der Schlacht bei Neerwinden gegen Wilhelm III. von Oranien-Nassau teil. 1694 beförderte man ihn zum Generalleutnant in der norwegischen Armee mit eigenem Regiment. 1696 stieg er zum Oberbefehlshaber und General der Infanterie auf und 1697 zum Feldmarschall. 1699 erwarb er das Gut Gisselfeld bei Haslev auf der Insel Seeland, eines der größten Landgüter Dänemarks. Am 7. Dezember 1699 starb seine Frau Charlotte Amalie im Kindbett, worauf er am 25. Mai 1701 Dorothea Krag heiratete. Während des Spanischen Erbfolgekrieges wurde ihm 1701 das Kommando der in Sachsen stationierten Hilfskorps übertragen, mit dem er im Winter 1701/02 die Alpen überquerte und mit kaiserlichen Truppen an der Belagerung von Mantua teilnahm. Im Sommer 1702 brachte Dorothea Gyldenløve, die ihren Mann auf dem Feldzug begleitete, in Verona einen Sohn zur Welt.   

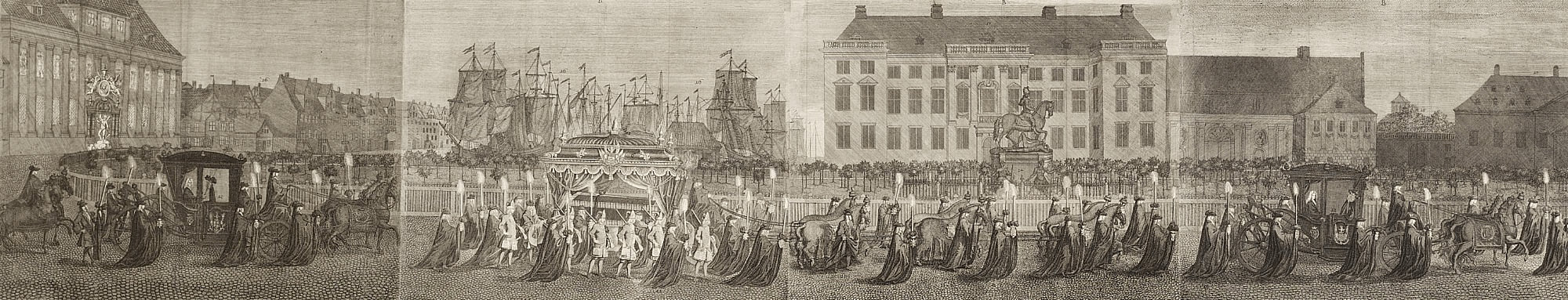
Der Trauerzug von Christian Gyldenløve

Im Herbst 1702 kehrte Christian Gyldenløve nach Dänemark zurück, behielt jedoch das Kommando des Hilfsverbandes von dem ihn der dänische König ein Jahr später entband. Im Sommer 1703 folgte er seinem Halbbruder König Friedrich IV. auf einer Inspektionsreise durch Dänemark, bei der er an den Pocken befallen in Odense plötzlich starb. Sein Leichnam wurde mit einem Schiff nach Kopenhagen gebracht, wo man ihn in der Frauenkirche in einem Katafalk aufbahrte. Seine Trauerrede hielt am 6. September 1703 Hector Gottfried Masius, deutscher Hofprediger in Kopenhagen. In seinem Testament verfügte er die Umwandlung Gisselfelds in ein Kloster für adelige Jungfrauen. Die Bestimmungen traten erst nach dem Tode seiner Witwe Dorothea 1754 in Kraft. Der dänische König verlieh den männlichen Nachkommen Christian Gyldenløves das erbliche Amt des Generalpostmeisters. Um die Würde bis 1711 selbst auszuüben, verzichtete Dorothea Gyldenløve im Namen ihrer Söhne auf die Stellung. 1734 ließ man die sterblichen Überreste von Christian Gyldenløve aus der zerstörten Frauenkirche in die St.-Petri-Kirche überführen.

## Familie

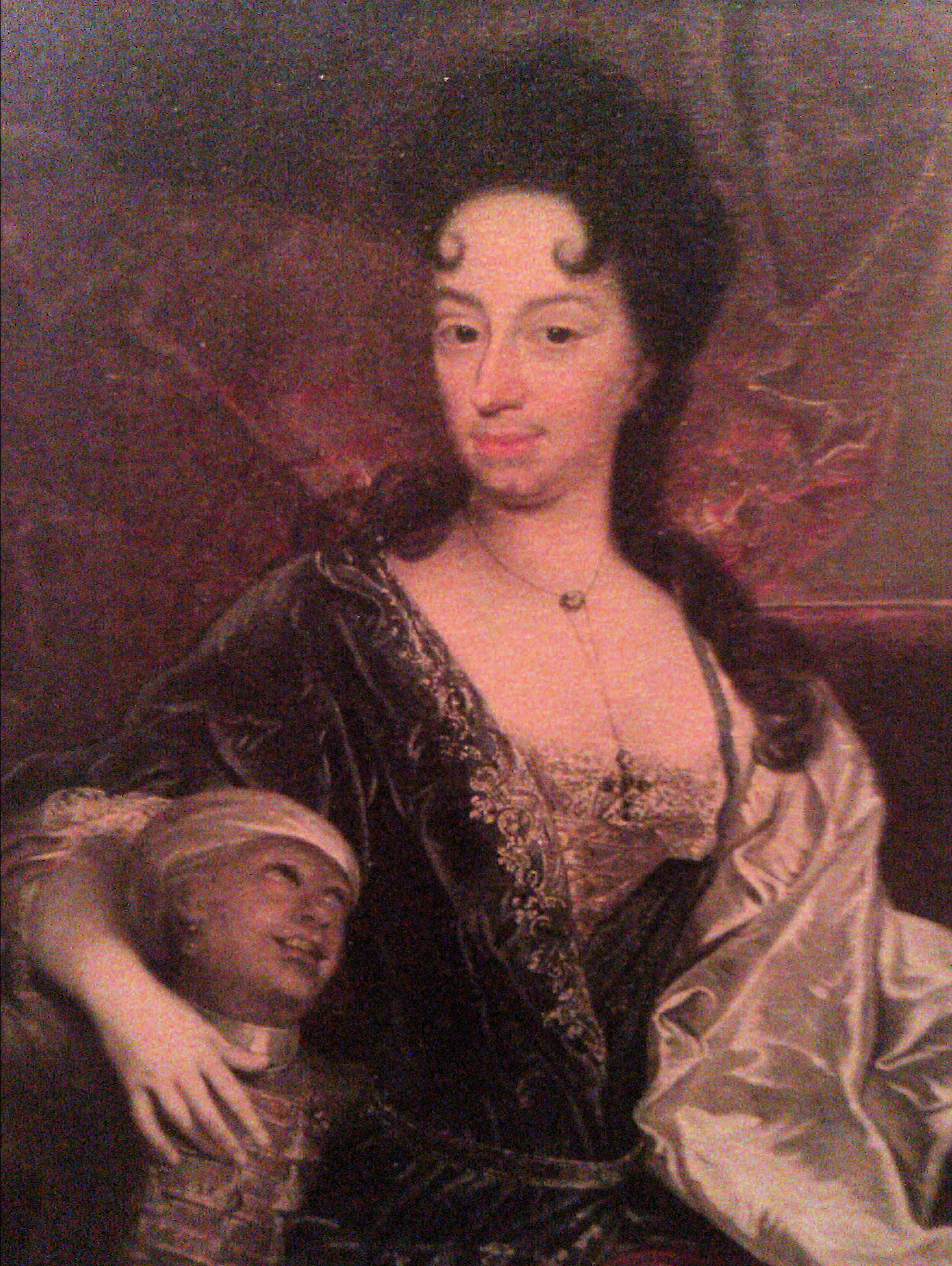
Dorothea Krag

Christian Gyldenløve heiratete am 27. November 1696 in erster Ehe seine Cousine Charlotte Amalie Gyldenløve Gräfin Danneskjöld-Laurvig (* 15. November 1682; † 7. Dezember 1699 im Kindbett), die Tochter des Grafen Ulrich Friedrich Gyldenløve und Nichte König Christians V. Sie waren bereits als Kinder verlobt worden. Nach ihrem Tode heiratete er am 25. Mai 1701 in zweiter Ehe Dorothea Krag af Jylland (1675–1754), die Witwe des Diplomaten und Generaladmirals Baron Jens Juel (1631–1700). Wegen der Abstammung und des Namens der ersten Ehefrau führten und führen bis heute die agnatischen Nachkommen aus dieser zweiten Ehe den Namen Danneskiold-Samsøe. Seine Kinder waren:
- Christiane Charlotte (* 7. Juli 1698 in Kopenhagen; † 5. Oktober 1699)
- Friederike Louise (* 2. Oktober 1699 verm. auf Akershus;[4] † 2. Dezember 1744); ⚭ 1720 Herzog Christian August von Schleswig-Holstein-Sonderburg-Augustenburg.
- Christian (* 1. August 1702 in Verona; † 17. Februar 1728 in Kopenhagen); I.⚭ Conradine Christiane Friis; II.⚭ Christina Catharina von Holstein
- Friedrich (* 1. November 1703 in Assendrup; † 18. Juli 1770 in Marselisborg); ⚭ Dorothea Wedell-Wedellsborg

## Auszeichnungen
- 1693 Ritter des Elefanten-Ordens